# Waterspin (Duinrell)
Waterspin is een topspin in het Nederlandse attractiepark Duinrell.
De in 1996 geopende topspin biedt plaats voor 40 bezoekers, heeft een hoogte van 18 meter en maakt tijdens de rit meerdere inversies boven een fontein, welke meebeweegt met het rit verloop. Hoeveel inversies Waterspin maakt verschilt per programma, maar ligt deels ook aan belading en zwaartekracht.
Wanneer bezoekers de attractie willen betreden, moeten ze in verband met de veiligheid een minimale lengte van 140 cm hebben en kleiner zijn dan 195 cm.